# Evenus sponsa
Espèce
Evenus sponsa est une espèce de lépidoptères (papillons) de la famille des Lycaenidae et de la sous-famille des Theclinae.

## Dénomination
Evenus sponsa a été décrit par Heinrich Benno Möschler en 1877, sous le nom initial de Thecla sponsa.
Synonymes: Thecla ornatrix Druce, 1907; Poetukulunma sponsa, Brévignon, 2002.

### Noms vernaculaires
Evenus sponsa se nomme Sponsa Hairstreak en anglais.

## Description
Evenus sponsa est un petit papillon aux antennes et aux pattes annelées de blanc et de marron, avec deux fines queues à chaque aile postérieure, dont une très longue.
Le dessus est bleu clair métallisé finement bordé de marron avec aux ailes antérieures une plage centrale violette et aux ailes postérieures deux ocelle marron très proches dont un anal.
Le revers est vert avec aux ailes antérieures deux lignes marron dont une postmarginale et aux ailes postérieures une ligne postmarginale marron doublée de blanc et d'une bande de taches marron et deux ocelle marron rouge très proches dont un anal.

## Écologie et distribution
Evenus sponsa est présent au Surinam, en Guyana et en Guyane.

### Protection
Pas de statut de protection particulier.